# Horváth Benedek Simon
Horváth Benedek Simon (Udvarhely, Erdély, 1715. október 26. – Kecskemét, 1777. augusztus 8. vagy 14.) piarista áldozópap és hitszónok.

## Élete
Nemes származású volt. 1735. október 18-án lépett a rendbe Privigyén. Kecskeméten, Tokajban és Debrecenben az alsó osztályokban tanított; 1743-44-ben Korponán bölcseletet és 1745-ben Nyitrán teologiát hallgatott.
1746. augusztus 11-én misés pappá szenteltetett föl Nyitrán, 1746-47-ben Nyitrán a Königsacker gróf fiú nevelője és a nemes ifjak aligazgatója volt. 1748-49-ben a retorika és poézis tanára Besztercén; 1751-ben Privigyén a novíciusok korrepetitora volt. Hitszónok volt 1752-ben Debrecenben, 1753-54-ben Vácon, 1755-ben Szegeden, 1756-57-ben Kecskeméten, 1758-59-ben Nagykárolyban, 1760-ban ismét Kecskeméten, 1761-ben Besztercén, 1762-ben Aradon, 1763-ban Máramarosszigeten. Iskolaigazgató volt 1864-65-ben Medgyesen; 1766-68-ban Szegeden lelkész-helyettes, 1769-ben Nagykárolyban hitszónok, 1770-75-ben lelkész-helyettes Szegeden, 1776-ban betegen Kecskemétre vonult, ahol 1777-ben meghalt.
Kéziratban maradt Magyar nyelvtana a Hajos Gáspár kéziratai közt.